# Катонда
Катонда е върховното божество в митологията на ганда. Той е демиург, създател на света, боговете и хората; наричан е „баща на боговете“. Подобно на други африкански митологии (като митологията на Йоруба, митологията на Фон, митологиите на племената, населяващи днешните Бурунди, Руанда и др.), след създаването на света, той се оттегля и оставя управлението му в ръцете на божествените си деца и затова му е отредена ролята на Deus otiosus, заемайки второстепенно място в пантеона.
Според един от митовете на ганда, Катонда ражда Кинту, след което му заповядва да се спусне на земята със съпругата си.